# Memorializm
Memorializm (łac. memoria 'pamięć' i gr. ισμός 'nauka, wiedza') – pogląd części Kościołów protestanckich, w tym większości z nurtu ewangelikalnego, uznających, że chleb i wino (ewentualnie sok winogronowy) spożywane podczas Wieczerzy Pańskiej są jedynie symbolami ciała i krwi Chrystusa. Odrzuca się tym samym zarówno fizyczną, jak i duchową obecność ciała i krwi Chrystusa w Wieczerzy, uznając samą Wieczerzę Pańską jako wspomnienie (Pamiątkę) krzyżowej ofiary Chrystusa, nie zaś jako ofiarę, bądź jej uobecnienie. Pogląd taki przyjmują także Świadkowie Jehowy.
Termin memorializm wywodzi się od angielskiego słowa memorial (wspomnienie), a to z kolei opiera się na fragmencie z wypowiedzi Jezusa Chrystusa w Wieczerniku: „Czyńcie to na pamiątkę moją” (τουτο ποιειτε εις την εμην αναμνησιν 1. List do Koryntian 11:24, Ewangelia Łukasza 22:19). Zgodnie z memorialistyczną interpretacją tego fragmentu Biblii, celem, dla którego ustanowiona została Wieczerza Pańska, jest nieustanna pamięć o ofierze Jezusa wśród jego uczniów, nie zaś stworzenie kanału bądź źródła łaski zbawiającej. Jednak wielu protestanckich zwolenników tej doktryny uznaje Wieczerzę Pańską za „środek łaski” (ang. means of grace).

## Historia

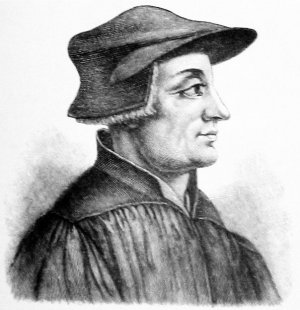
Drzeworyt przedstawiający Huldrycha Zwingliego – „ojca“ memorializmu

Memorializm wywodzi się od Huldrycha Zwingliego, teologa ewangelicko-reformowanego, który dał początek reformacji w Zurychu. Odrzucając autorytet papieża, mszę świętą, modlitwy do świętych i celibat duchownych, próbował zaprowadzić teokrację. Jego interpretacja Wieczerzy Pańskiej doprowadziła do bezowocnej        dysputy z Marcinem Lutrem w Marburgu w roku 1529. Zwingli na nowo zwrócił uwagę chrześcijan, że Wieczerza Pańska jest także wspólnotowym posiłkiem (zob. DH 1635-1661; ND1512-1536).
Zwingliańska teologia Wieczerzy Pańskiej została w kalwinizmie zreformowana przez Jana Kalwina. W postaci niezmienionej memorializm przyjęła większość baptystów, a w ślad za nimi, większość Kościołów ewangelikalnych.